# Hilaria
Hilaria Kunth é um género botânico pertencente à família Poaceae.

## Significado
- Hexarrhena C.Presl